# Bohumil Adámek

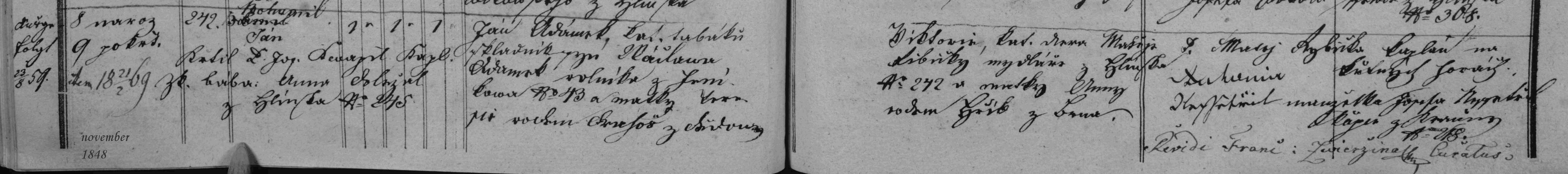
Matriční zápis o narození a křtu Bohumila Adámka (matrika N index N 1836-1852 Hlinsko (SOA Zámrsk))

Bohumil Adámek (8. listopadu 1848 Hlinsko – 28. října 1915 Hlinsko) byl český básník, dramatik a sběratel lidových tradic. Mladší bratr politika, kulturního pracovníka a významného hlineckého národopisce Karla Adámka a strýc advokáta, spisovatele a kulturního pracovníka Karla Václava Adámka.

## Životopis
Bohumil Adámek pocházel ze zámožné podnikatelské rodiny, která mu v letech 1859–1868 umožnila studium na staroměstském akademickém gymnáziu v Praze.V letech 1869–1870 studoval historii, filologii a estetiku na Filozofické fakultě Univerzity Karlovy. Dále pokračoval na univerzitách ve Vídni a Mnichově studiem estetiky, kulturních dějin a dějin výtvarných umění. Poté se vrátil zpět do Hlinska, kde se věnoval psaní dramat a poezie. Společně se svým bratrem Karlem se podílel na práci v samosprávných orgánech a stal se důvěrníkem Národní strany svobodomyslné (Mladočeši). Podílel se také na spolkovém a kulturním životě. Zabýval se duchovní i hmotnou kulturou. Z let 1874–1914 pocházejí jeho zápisky s názvem Motivy, ve kterých zkoumá a popisuje zvyky, obyčeje, pořekadla, nářečí, rodinné obřadnosti a náboženství. Z hmotné kultury se zabýval především řemesly, nářadím, lidovým nábytkem, oděvy a stravou. Podílel se také sběrem artefaktů pro Národnopisnou výstavu českoslovanskou v Praze v roce 1895. Dopisujícím členem České akademie věd a umění byl zvolen dne 1. prosince 1892.

## Dílo
- Básnická sbírka Horské ovzduší (Praha 1902). V této sbírce popisuje přírodu, lidové zvyky a pověsti na Českomoravské vrchovině. Nechybí však ani poukázání na sociální problémy. Tato sbírka je odrazem jeho studia českého venkova.
- Divadelní hry Heralt (děj je zasazen do doby Rudolfa II.) a Salomena (tragédie z doby odboje českých stavů proti Ferdinandovi I. Habsburskému, byla uvedena jako zahajovací představení činohry Národního divadla 19. listopadu 1883)